# 岛榕
岛榕（学名：Ficus virgata）为桑科榕属的植物。分布在波利尼西亚、台灣、菲律宾、密克罗尼西亚、琉球群岛、巴布亚新几内亚、印度尼西亚等地，目前已由人工引种栽培。